# Star Wars: The Clone Wars-afsnit
Star Wars: The Clone Wars er en amerikansk computer-animeret tv-serie skabt af Lucasfilm Animation, Lucasfilm Animation Singapore og CGCG Inc. Debutfilmen blev udgivet i biograferne den 15. august 2008 og fungerede som indledning til serien. Serien fik sin debut den 3. oktober, 2008. Den foregår i den fiktive Star Wars-galaksen i den treårige mellemperiode mellem Klonernes angreb og Sith-fyrsternes hævn (samme tidsperiode som den forrige Clone Wars-serie fra 2003). Hvert afsnit har en spilletid på 22 minutter.

## Serieoversigt
| Sæson | Sæson | Titel                      | Afsnit | Oprindelig sendt    | Oprindelig sendt | Oprindelig sendt      |
| Sæson | Sæson | Titel                      | Afsnit | Start               | Slut             | Netværk               |
| ----- | ----- | -------------------------- | ------ | ------------------- | ---------------- | --------------------- |
|       | Film  | Star Wars: The Clone Wars  | —      | 15. august, 2008    | 15. august, 2008 | Udgivet i biograferne |
|       | 1     | —                          | 22     | 3. oktober, 2008    | 20. Marts, 2009  | Cartoon Network       |
|       | 2     | Rise of the Bounty Hunters | 22     | 2. oktober, 2009    | 30. april, 2010  | Cartoon Network       |
|       | 3     | Secrets Revealed           | 22     | 17. september, 2010 | 1. april, 2011   | Cartoon Network       |
|       | 4     | Battle Lines               | 22     | 16. september, 2011 | 16. marts, 2012  | Cartoon Network       |
|       | 5     | —                          | 20     | 29. september, 2012 | 2. marts, 2013   | Cartoon Network       |
|       | 6     | The Lost Missions          | 13     | 7. marts, 2014      | 7. marts, 2014   | Netflix               |
|       | 7     | Den sidste sæson           | 12     | 21. februar, 2020   | 4. maj, 2020     | Disney+               |

## Afsnit

### Filmen (2008)
Som indledning til tv-serien af samme navn blev filmen udgivet i biografen den 15. august 2008 og distribueret af Warner Bros. Pictures. Selvom den kritiske modtagelse var negativ, var filmen en succes og indtjente 68,3 millioner dollars på verdensplan mod et budget på 8,5 millioner dollars.
| Titel | Instruktør                                  | Manuskript af | Oprindelig sendedato |
| --- | ------------------------------------------- | ------------- | -------------------- |
| "Star Wars: The Clone Wars" | Dave Filoni, Steven Melching & Scott Murphy | Henry Gilroy  | 15. August 2008      |
| Umiddelbart efter starten af Republik-Konføderation Krigen, eller "Klonkrigen" har Jedierne svært med at opretholde orden i Galaksen. Anakin Skywalker og hans nye Jedi-lærling padawan Ahsoka Tano tager på mission for at redde Jabba the Hutts søn, som er blevet kidnappet af separatisternes leder Grev Dooku og hans lærling Asajj Ventress. |                                             |               |                      |

### Sæson 1 (2008–09)
Seriens premiereafsnit blev først sendt den 3. oktober og sæsonfinalens "Gidseltagning" blev sendt 20. marts, 2009.
| Nr. i serie | Nr. i sæson | Titel                                                   | Instruktør             | Forfatter                                      | Oprindelig sendedato |
| --- | ----------- | ------------------------------------------------------- | ---------------------- | ---------------------------------------------- | -------------------- |
| 1 | 1           | "Ambush" "Baghold"                                      | Dave Bullock           | Steven Melching                                | 3. oktober 2008      |
| Jedimester Yoda er rejst til planeten Toydaria, i håb om at indgå en alliance med systemets statsoverhoved Kong Katuunko. |             |                                                         |                        |                                                |                      |
| 2 | 2           | "Rising Malevolence" "Det mystiske våben"               | Dave Filoni            | Steven Melching                                | 3. oktober 2008      |
| Republikkens Forsvar har modtaget efterretninger om, at separatisterne har et mystisk våben, som efterlader sine modstanderes skibe uden kraft i rummet. Anakin Skywalker og Ahsoka Tano tager ud til Plo Koons skibsvrag imod Obi-Wan Kenobis ordrer for at redde ham og hans klontropper. Det lykkedes dem at redde Koon og hans mænd og få kendskab til separatisternes nye kampskib. |             |                                                         |                        |                                                |                      |
| 3 | 3           | "Shadow of Malevolence" "I skyggen af Malevolence"      | Bosco Ng               | Brent Friedman & Matt Michnovertz              | 10. oktober 2008     |
| Jedimester General Plo Koon, Kommandør Ahsoka Tano og General Anakin Skywalker anfører en lille gruppe stjernejagerfly ved navn Shadow Eskadrillen mod Malevolence, som er på vej for at angribe en behandlingsstation nær Naboo-systemet. |             |                                                         |                        |                                                |                      |
| 4 | 4           | "Destroy Malevolence" "Knus Malevolence"                | Brian Kalin O' Connell | Steven Melching                                | 17. oktober 2008     |
| Mens Jedierne fortsætter deres angreb mod Malevolence, bliver den Republikanske Senator Padmé Amidalas skib, som var på vej for at forhandle en traktat med den Intergalaktiske Bankklan, trukket ind i Malevolence. General Grievous agter at bruge hende som gidsel, i håb om at de Republikanske styrker vil indstille beskydningen, hvilket de så gør, så Anakin Skywalker og Obi-Wan Kenobi kan borde Malevolence og redde hende. Da de formår at flygte, styrer Malevolence ind i en nærliggende måne, som følge af at Skywalker og Amidala havde deaktiveret hyperdrivet tidligere. |             |                                                         |                        |                                                |                      |
| 5 | 5           | "Rookies" "Grønskollinger"                              | Justin Ridge           | Steven Melching                                | 24. oktober 2008     |
| En gruppe uerfarne klontropper, ved navn Domino-enheden er udstationeret på Station Rishii i Rishii systemet, Ydre Ring. Stationen kommer under angreb, da Grievous sender kommandodroider derned, for at udsende et falsk afblæsningssignal, så han og Ventress kan indlede et angreb på klonernes fødeverden, Kamino systemet. Rex og Cody, som er på baseinspektioner, kommer og assistere de uerfarne klontropper med at bekæmpe droiderne, men de formår ikke at genvinde stationen. En af klonerne som hedder "Hevy" ofrer sig selv ved at sprænge basen, hvilket alarmerer Skywalker og Kenobi som hurtigt ankommer og driver Grievous' styrker på retræte. De to tilbageværende tropper af Domino-enheden, "Echo" og "Fives" bliver tildelt medaljer for deres indsats, på trods af tabet af stationen og Hevy.                                           |             |                                                         |                        |                                                |                      |
| 6 | 6           | "Downfall of a Droid" "Jagten på den forsvundne droide" | Rob Coleman            | George Krstic                                  | 7. november 2008     |
| Under et slag mellem den Republikanske og den separatistiske flåde forsvinder R2-D2, og Anakin må finde ham, inden separatisterne finder militærhemmelighederne som er lagret i ham. |             |                                                         |                        |                                                |                      |
| 7 | 7           | "Duel of the Droids" "Droidernes duel"                  | Rob Coleman            | Kevin Campbell & Henry Gilroy                  | 14. november 2008    |
| Skywalker, Ahsoka og R2-D2s erstatning R3-S6 infiltrer en lyttepost på en planet, hvor de opdager at Grievous holder R2 fanget. Inden base eksploderer, redder Anakin R2 fra R3, som viser sig at have været Grievous' spion. |             |                                                         |                        |                                                |                      |
| 8 | 8           | "Bombad Jedi"                                           | Jesse Yeh              | Kevin Rubio, Steven Melching & Henry Gilroy    | 21. november 2008    |
| Under en diplomatisk mission til Rodia opdager Senator Amidala, at hendes Onkel Senator Onaconda Farr har sluttet sig til Separatisterne. I bytte for mad og ressourcer til hans folk, udleverer Farr Amidala til Vicekongen Nute Gunray. Jar Jar Binks som fornemmer at Amidala er i fare, forklæder sig som en Jedi og bekæmper kampdroiderne og C-3PO sender et nødsignal til det Republikanske Forsvar om assistance og befrier Amidala. Jar Jar får et vanddyr til at besejre de resterende droider, og Gunray bliver derefter udleveret til det Republikanske Forsvars varetægt. |             |                                                         |                        |                                                |                      |
| 9 | 9           | "Cloak of Darkness" "Mørkets kappe"                     | Dave Filoni            | Paul Dini                                      | 5. december 2008     |
| På sin mester Darth Sidious' ordre sender Grev Dooku sin snigmorder og lærling Asajj Ventress ud på en redningsmission af Gunray, som er i det Republikanske Forsvars varetægt. På den Republikanske Stjernekrydser Tranquility forsøger Ahsoka og Jedimester Luminara Unduli at udspørge Gunray om, hvor hans allierede befinder sig. Ventress infiltrerer skibet, og Senatsgardens Kaptajn Argyus forråder Republikken og befrier Gunray og flygter derefter sammen med Ventress. Ventress dræber herefter Argyus. Unduli og Tano melder redningen af Gunray til Anakin, som siger, at de måske kan spore skibet. |             |                                                         |                        |                                                |                      |
| 10 | 10          | "Lair of Grievous" "Grievous' hule"                     | Dave Filoni            | Paul Dini                                      | 12. december 2008    |
| Kit Fisto og hans gamle padawan, som nu er Jedi-ridder Nahda Vebb sammen med en enhed af klontropper sporer Gunrays flugtskib fra det forrige afsnit til afsides planet. Her erfarer de, at det er General Grievous' tilholdssted, og at Grev Dooku har hemmeligt ført dem der til for at Dooku kan straffe sin Generals seneste fiaskoer. Grievous er fastbesluttet på at kunne bevise hans kvaliteter og på at udslette Jedierne. Sammen med klonerne, må Fisto og Vebb kæmpe sig vej forbi Grievous og hans plejedroide A–4D for at kunne komme væk fra hans hule. |             |                                                         |                        |                                                |                      |
| 11 | 11          | "Lair of Grievous" "Grev Dookus fangenskab"             | Jesse Yeh              | Julie Siege                                    | 2. januar 2009       |
| Under en kamp, opdager Anakin og Obi-Wan at, Grev Dooku bliver holdt fanget for en løsesum af en piratbande, ledet af Hondo Ohnaka i deres hule på planeten Florrum. Anakin og Obi-Wan må nå til enighed, om tilbuddet er for godt til at være sandt. |             |                                                         |                        |                                                |                      |
| 12 | 12          | "The Gungan-General" "Gungan-generalen"                 | Justin Ridge           | Julie Siege                                    | 9. januar 2008       |
| Anakin og Obi-Wan er blevet narret og bliver holdt for løsesum sammen med Grev Dooku af piratlederen Hondo Ohnaka og hans næstkommanderende Turk Falso. Mens Anakin og Obi-Wan mislykkes med deres flugt og bliver spærret inde igen, ankommer Republikken med løsesummen via en udsending, herunder Jar Jar Binks. Falso og banden forsøger at stjæle løsesummen fra sin chef ved at skyde færgen ned, og de eneste overlevere er et par klonsoldater og Jar Jar Binks, som er den eneste højtstående person i gruppen med officiel militærbemyndigelse, er nu spydspids for missionen. Mens Anakin og Obi-Wan undslipper Ohnakas fangenskab flygter Dooku også. Jar Jar og klontropperne ankommer med løsesummen i form af krydderiet, og uden Dooku og siden de Republikanske soldater står stærkere i våben end Ohnaka og hans folk, må han løslade Jedierne. |             |                                                         |                        |                                                |                      |
| 13 | 13          | "Jedi Crash" "Jedi i fare"                              | Rob Coleman            | Katie Lucas                                    | 16. januar 2009      |
| Jedimester Aayla Secura sammen med Anakin, Ahsoka, kommandør Bly og Kaptajn Rex nødlander ned på en planet, som er hjemsted for en art kaldet Lurmen. Deres leder Tee Watt Kaa siger, de er pacifister og ikke vil hjælpe dem, fordi at de frygter, at krigen vil ødelægge deres fred. Han lader dog sin søn Wag Too hjælpe Anakin. I en hytte diskuterer, Secura og Kaa hvem der startede krigen, men Kaa er ligeglad med hvem der gjorde hvad, og siger at Jedierne kun kan bevise at de er fredsbevarer ved at lægge deres våben fra dem. Anakin bliver bragt til landsbyen, hvor han Too heler ham. |             |                                                         |                        |                                                |                      |
| 14 | 14          | "Defenders of Peace" "Fredens forkæmpere"               | Steward Lee            | Bill Canterbury                                | 23. januar 2009      |
| Tee Watt Kaa nægter at give Jedierne ly af frygt for at blive indblandet i krigen. Ahsoka, Aayla og Anakin som nu er såret, Rex og resten af klonerne beslutter, at respekterer Lurmenenes beslutning siden de ikke har lyst til at bringe landsbyen i fare med deres tilstedeværelse, så de rykker ud i planetens vilde naturen. Den separatistiske Neimodianske General Lok Durd ankommer for at teste et våben, som de vil bruge på Lurmenene. Så Lurmenene må beslutte, om de vil underkaste sig separatisterne eller alliere sig med Republikken. |             |                                                         |                        |                                                |                      |
| 15 | 15          | "Trespass" "Adgang forbudt"                             | Brian Calin O' Connell | Steven Melching                                | 30. januar 2009      |
| Anakin og Obi-Wan ankommer til is-planeten Orto Plutonia for at efterforske en forsvunden klonsikkerhedsstyrke som er udstationeret på planeten. Jedierne, ledsaget af Senator Riyo Chuchi og Formanden Cho af den nærliggende planet Pantora opdager at klonerne blev angrebet af en pelset stamme som kaldes Talzerne. De er meget territoriale og vil være i fred. Det lykkedes for Jedierne at indgå fred med Talzernes høvding Thi-Sen, men den grådige Cho ødelægger det ved at insistere, at planeten hører under hans styre. Den resulterende konflikt optrapper til krig med Jedierne og Talzerne i den. |             |                                                         |                        |                                                |                      |
| 16 | 16          | "The Hidden Enemy" "Den skjulte fjende"                 | Steward Lee            | Drew Z. Greenberg                              | 6. februar, 2009     |
| Anakin og Obi-Wan anfører et angreb mod separatisterne på krystal-planetern Christohsis. Men de bliver angrebet i et baghold af Droiderne. Anakin og Obi-Wan beslutter sig, at tage hen til separatisternes base for at undersøge kilden til problemet, mens Rex og Cody bliver på basen og afhører klonerne som de mistænker kunne være en spion. De opdager, at Slick er spionen og at han gjorde det, fordi han var frustreret over Jediernes behandling af klonerne, men han bliver til sidst anholdt. |             |                                                         |                        |                                                |                      |
| 17 | 17          | "Blue Shadow Virus" "Blå skyggevirus"                   | Steward Lee            | Bill Canterbury                                | 13. februar 2009     |
| Republikken erfarer, at separatisterne er ved at udvikle et biovåben i et skjult laboratorium på planeten Naboo. I stedet for at vente på hjælp beslutter Senator Amidala sig for at undersøge det sammen Jar Jar. Anakin og Obi-Wan ankommer og følger efter hende og opdager at hun holdes fanget af laboratoriets videnskabsmand Dr. Nuvo Vindi. De finder ud af, at han har et udviklet en dødelig blå virus til separatisterne. Vindi truer med at udløse bomben og slippe virusset fri. |             |                                                         |                        |                                                |                      |
| 18 | 18          | "Mystery of a Thousand Moons" "De tusind måners ånd"    | Steward Lee            | Bill Canterbury                                | 13. februar 2009     |
| Selvom laboratoriet er blevet lukket ned, lykkedes det Dr. Vindi at slippe den dødelige Blåskyggevirus løs, som inficerer Ahsoka og Amidala og de resterende kloner. De vil dø indenfor 48 timer, så Anakin og Obi-Wan må rejse til planeten Iego for at sikre den eneste kendte modgift mod virusset. De finder ud af, at befolkningen der lever i frygt for en mystisk kraft der dræber alle, som forsøger at flygte fra planeten. Det lykkedes for Anakin og Obi-Wan at ødelægge det kraften og kommer tilbage til Naboo, hvor de giver Ahsoka, Amidala og klonerne. |             |                                                         |                        |                                                |                      |
| 19 | 19          | "Storm Over Ryloth" "Storm over Ryloth"                 | Brian Kalin O'Connell  | George Krstic                                  | 27. februar 2009     |
| Planeten Ryloth er besat af Separatisterne, og Ahsoka er blevet beordret af Anakin til at anføre et stjernejagerangreb mod separatisternes blokade rundt om planeten. Men jagerangrebet går galt, og Ahsoka trækker sig modvilligt tilbage til skibet Defender som er voldsomt beskadiget. Admiral Yularen bliver såret, men overlever under kampen af en gribbe-droide som styrter ind i hans og Anakins skib. Ahsoka og Anakin udarbejder en plan om at Anakin styrer Defender ind i separatisternes kommandoskib og de bryder gennem blokaden. |             |                                                         |                        |                                                |                      |
| 20 | 20          | "Innocents of Ryloth" "De uskyldige fra Ryloth"         | Justin Ridge           | Randy Stradley & Henry Gilroy                  | 6. marts 2009        |
| Nu hvor rum-blokaden om Ryloth er ødelagt, anfører Obi-Wan og den 212. Angrebsbataljon deres landangreb mod en by besat af droider for at sabotere deres antiluftskyts. Missionen bliver dog indviklet, da Obi-Wan erfarer, at droiderne bruger slavebundede civile som levende skjold. Et par klonsoldaterne bliver venner med en Twi'lek pige som hedder Numa. Gennem deres venskab, begynder de at forstå krigens bekostninger. |             |                                                         |                        |                                                |                      |
| 21 | 21          | "Liberty on Ryloth" "Frihed over Ryloth"                | Rob Coleman            | Henry Gilroy                                   | 13. marts 2009       |
| Slaget om Ryloth fortsætter; de Republikanske styrker forsøger at drive de Separatistiske styrker, som anføres af Tekno-Unionens Formand Watt Tambor på flugt. Med meget få resterende styrker, forsøger Mace Windu at indkalde frihedskæmperen Cham Syndulla til at hjælpe med at befri planetens hovedstad fra Tambor. Han er først tøvende, men beslutter til sidst, at det er den eneste måde at befri Ryloth. |             |                                                         |                        |                                                |                      |
| 22 | 22          | "Hostage crisis" "Gidseltagning"                        | Giancarlo Volpe        | Eoghan Mahony, Drew Z. Greenberg, Brian Larsen | 20. marts, 2009      |
| I forsøg på at befri Ziro Hutt fra fængslet, angriber en gruppe dusørjægere Republikkens Senatsbygning som gidsler. Deres Anfører Cad Bane udgiver sine krav til Overkansler Palpatine, som er tvunget til at imødekomme hans krav. Anakin som var sammen med Padmé Amidala når at redde alle senatorene som er sammen med dem, inden Bane detonerer etagen som de befandt sig på. |             |                                                         |                        |                                                |                      |

### Sæson 2:Rise of the Bounty Hunters(2009–2010)
Sæson 2 (engelsk titel: Rise of the Bounty Hunters) udkom den 2. oktober 2009 og kørte i 22 afsnit til den 30. april, 2010.
| Nr. i serie | Nr. i sæson | Titel                                                      | Instruktør             | Forfatter                       | Oprindelig sendedato |
| --- | ----------- | ---------------------------------------------------------- | ---------------------- | ------------------------------- | -------------------- |
| 23 | 1           | "Holocron Heist" "Holokron-kuppet"                         | Justin Ridge           | Paul Dini                       | 2. oktober, 2009     |
| Obi-Wan og Anakin forsøger at standse Cad Bane som er brudt ind i Jedi-templet for at stjæle et holokron for. I mellem tiden, opdager Ahsoka, at en dusørjæger ved navn Cato, som er en formskifter udgiver sig for at være en Jedi i forklædning.                                                            |             |                                                            |                        |                                 |                      |
| 24 | 2           | "Cargo of Doom" "Undergangslast"                           | Rob Coleman            | George Krstic                   | 2. oktober 2009      |
| Cad Bane har forflyttet sit stjålne holokron til separatisterne, mens Anakin og Ahsoka forsøger at generhverve det. |             |                                                            |                        |                                 |                      |
| 25 | 3           | "Children of the Force" "Kraftens arvtagere"               | Brian Kalin O' Connell | Henry Gilroy & Wendy Meracle    | 9. oktober 2009      |
| Cad Bane bruger holokronet til at finde kraft-modtagelige børn. Anakin og Ahsoka forsøger at finde dem og bringe dem hjem i sikkerhed, mens Mace og Obi-Wan prøver at finde holokronet. |             |                                                            |                        |                                 |                      |
| 26 | 4           | "Senate Spy" "Spion i senatet"                             | Steward Lee            | Melinda Hsu                     | 16. oktober 2009     |
| Jedierne sætter Padmé Amidala til at spionere ham, fordi de mistænker at Senator Rush Clovis arbejder for separatisterne. Anakin opdager, at de har en romantisk historie. |             |                                                            |                        |                                 |                      |
| 27 | 5           | "Landing on Point Rain" "Landing på Point Rain"            | Brian Kalin O' Connell | Brian Larsen                    | 4. november 2009     |
| De Republikanske styrker, anført af Jedi-generalerne Obi-Wan, Anakin Skywalker er ankommet til Geonosis for at ødelægge droidefabrikken. |             |                                                            |                        |                                 |                      |
| 28 | 6           | "Weapons Factory" "Våbenfabrikken"                         | Giancarlo Volpe        | Brian Larsen                    | 13. november 2009    |
| Ahsoka og Luminara Undulis lærling Barriss Offee infiltrerer droidefabrikken indefra, mens Anakin og Unduli holder dem i skak. |             |                                                            |                        |                                 |                      |
| 29 | 7           | "Legacy of Terror" "Katakombernes arv"                     | Steward Lee            | Eoghan Mahony                   | 20. november 2009    |
| Unduli forsvinder i en sandstorm mens hun fulgte efter deres hovedmål Poggle Den Vise. Skywalker og Kenobi finder hende i et gammelt som er tilholdsstedet for den Geonesianske Dronning. |             |                                                            |                        |                                 |                      |
| 30 | 8           | "Brain Invaders" "Parasitterne"                            | Steward Lee            | Andreis Kreisberg               | 4. december 2009     |
| Tano og Offee transporterer en lægeforsyninger til en behandlingsstation, men de opdager at klontropperne er blevet inficeret af de Geonosianske parasitter. Offee ender med også med at blive inficeret. |             |                                                            |                        |                                 |                      |
| 31 | 9           | "Grivous Intrigue" "Grievous' intrige"                     | Giancarlo Volpe        | Ben Edlund                      | 1. januar 2010       |
| Jedi-mester Eeth Koth er blevet taget til fange af Grievous. Mens Jedi-mester Adi Gallia og Skywalker redder Koth, holder Obi-Wan Grievous i skak i håb om at kunne fange ham. |             |                                                            |                        |                                 |                      |
| 32 | 10          | "The Deserter" "Desertøren"                                | Robert Dalva           | Carl Ellsworth                  | 1. januar 2010       |
| Efter at Kenobi, Cody og den 212. Bataljon er landet på Saleucami for at finde Grievous i håb om at fange ham, bliver Rex skudt af Kommandodroider men overlever. Hans mænd Kix, Hardcase og Jesse bringer ham over til en gård hvor han møder en klondesertør som hedder Cut Lawquane mens hans sår heler.   |             |                                                            |                        |                                 |                      |
| 33 | 11          | "Lightsaber Lost" "Det stjålne lyssværd"                   | Giancarlo Volpe        | Drew Z. Greenberg               | 22. januar 2010      |
| Ahsokas lyssværd bliver stjålet af en lommetyv og hun får hjælp af en ellers svag lignende Jedi Tera Sinube. |             |                                                            |                        |                                 |                      |
| 34 | 12          | "The Mandalore Plot" "Mandalore-komplottet"                | Kyle Dunvey            | Melinda Hsu                     | 29. januar 2010      |
| Obi-Wan har fået til at opgave at beskytte Hertuginde Satine af Mandalore fra en terrororganisation som kalder sig Dødsvogterne. |             |                                                            |                        |                                 |                      |
| 35 | 13          | "Voyage of Temptation" "Rejsen mod fortiden"               | Brian Calin O' Connell | Paul Dini                       | 29. januar 2010      |
| Anakin og Obi-Wan skal beskytte Hertuginde Satine som er på vej til Coruscant for at fremlægge situationen med Mandalore til Republikken. |             |                                                            |                        |                                 |                      |
| 36 | 14          | "Duchess of Mandalore" "Hertuginden af Mandalore"          | Brian Kalin O' Connell | Drew Z. Greenberg               | 12. februar 2010     |
| På Coruscant forklæder Satine sig som en civil, for at undgå snigmordere mens hun fremlægger sin sag for Republikkens Senat. |             |                                                            |                        |                                 |                      |
| 37 | 15          | "Senate Murders" "Senatsmordene"                           | Brian Kalin O' Connell | Drew Z. Greenberg               | 19. marts 2010       |
| Senator Onaconda Farr er død som følge af forgiftning af sin drink og Padmé Amidala og Senator Bail Organa beslutter at opklarer mordet, og det sig at det er en senatorfælle. |             |                                                            |                        |                                 |                      |
| 38 | 16          | "Cat and Mouse" "Musen efter katten"                       | Kyle Dunvey            | Brian Larsen                    | 26. marts 2010       |
| En meget rutineret separatistisk strateg og Admiral som hedder Trench står i vejen for den Republikanske Flådes forsyningssending til den belejrede planet Christophsis. Skywalker og Admiral Wulff Yularen bruger et usynlighedsskib til at udslette Trenchs skib og får forsyningerne leveret til planeten. |             |                                                            |                        |                                 |                      |
| 39 | 17          | "Bounty Hunters" "Dusørjægerne"                            | Steward Lee            | Carl Ellsworth                  | 2. april 2010        |
| Da Skywalker, Tano og Kenobi styrter ned på regnskovsplaneten Felucia beslutter de at hjælpe fire dusørjægere med at beskytte lokale landmænd fra pirater som vil stjæle deres værdifulde afgrøder. Obi-Wan og Anakin opdager, at piraterne ledes af deres gamle fjende Hondo.                                |             |                                                            |                        |                                 |                      |
| 40 | 18          | "The Zillo Beast" "Zillobæstet (del 1)"                    | Giancarlo Volpe        | Craig Titley                    | 9. april 2010        |
| Republikkens nyeste protonbombe som kan udrydde droider vækker et monster, som kaldes Zillobæstet fra sin dvale. Mace Windu og Anakin Skywalker står overfor et dilemma: enten må de redde dyret som er den sidste af sin art eller Duggene med at dræbe det og sikre en traktat.                             |             |                                                            |                        |                                 |                      |
| 41 | 19          | "The Zillo Beast Strikes Back" "Zillobæstet slår til igen" | Steward Lee            | Steven Melching                 | 16. april 2010       |
| Da Zillobæstet bliver fløjet til Coruscant i håb om at studere dens uigennemtrængelig panser, bryder det løst og forårsager ødelæggelse på hele planetbyen. |             |                                                            |                        |                                 |                      |
| 42 | 20          | "Death Trap" "Dødsfælden"                                  | Steward Lee            | Doug Petrie                     | 23. april 2010       |
| Boba Fett infiltrerer en Republikansk krydser, ved navn Endurance for i håb om at myrde Jedi-mester Mace Windu. Windu og Skywalker når at undslippe skibet undtagen Admiral Kilian og de resterende mænd ombord som vil forsøge at nødlande skibet på Vanqor.                                                 |             |                                                            |                        |                                 |                      |
| 43 | 21          | "R2 Come Home" "Kom hjem, R2"                              | Giancarlo Volpe        | Eoghan Mahony                   | 30. april 2010       |
| Mens Anakin og Mace Windu leder efter Killian og hans mænd bliver de fanget i Endurance som er ved at falde sammen som følge af at Boba, sammen med dusørjægerne Aurra Sing, Bossk og Castas. R2 flyver til Coruscant og henter hjælp. Plo Koon og Ahsoka redder dem.                                         |             |                                                            |                        |                                 |                      |
| 44 | 22          | "Lethal Trackdown" "Livsfarlig Menneskejagt"               | Dave Filoni            | Dave Filoni & Drew Z. Greenberg | 30. april 2009       |
| Ahsoka og Plo Koon rejser til Felucia og redder Killian og hans mænd som er blevet holdt som gidsler af dusørjægerne. Boba og Bossk bliver fængslet på Coruscant. |             |                                                            |                        |                                 |                      |

### Sæson 3:Secrets Revealed(2010–11)
| Nr. i serie | Nr. i sæson | Titel                                         | Instruktør             | Forfatter                         | Oprindelig sendedato |
| --- | ----------- | --------------------------------------------- | ---------------------- | --------------------------------- | -------------------- |
| 45 | 1           | "Clone Cadets" "Kadetkloner"                  | Dave Filoni            | Cameron Litvack                   | 17. september 2010   |
| Fem klonkadetter i Domino-enheden er ved at færdiggøre deres uddannelse til klonsoldater. Men de er nødt til at må lærer at arbejde sammen for at kunne bestå deres afgangsprøve. |             |                                               |                        |                                   |                      |
| 46 | 2           | "ARC Troopers" "ARC-soldater"                 | Kyle Dunlevy           | Cameron Litvack                   | 17. september 2010   |
| General Grievous og Asajj Ventress iværksætter et angreb mod Kamino mens Anakin, Obi-Wan og Jedi-mester Shaak Ti forsvarer planeten. |             |                                               |                        |                                   |                      |
| 47 | 3           | "Supply Lines" "Forsyningslinjer"             | Brian Kalin O’ Connell | Steven Melching & Eoghan Mahony   | 24. september 2010   |
| Nu hvor Ryloth er belejret må Jedi-mester Ima-Gun Di og hans klonstyrker som er fanget samle Cham Syndullas lokale styrker. |             |                                               |                        |                                   |                      |
| 48 | 4           | "Sphere of Influence" "Magtssfæren"           | Kyle Dunlevy           | Katie Lucas & Steven Melching     | 1. oktober 2010      |
| Døtrene af Formand Papanoida af Pantora er blevet kidnappet af Handelsføderationen. Ahsoka og Pantoras Senator Riyo Chuchi hjælper formanden med at redde hans døtre inden Handelsføderationen urimeligt kan indflyde hans Pantora. |             |                                               |                        |                                   |                      |
| 49 | 5           | "Corruption" "Korruption"                     | Gioncarlo Volpe        | Cameron Litvack                   | 8. oktober 2010      |
| Padmé er på en diplomatisk mission til Mandalore for at garanterer den pacifistiske planet fuld beskyttelse af Republikken. Men de opdager, at Moogan smuglere har smuglet forsyninger såsom te på flaske til de Mandalorianske skoler. For at stige i profit, har smuglerne tilsat teen med et farligt kemikalie. |             |                                               |                        |                                   |                      |
| 50 | 6           | "The Academy" "Akademiet"                     | Gioncarlo Volpe        | Katie Lucas & Steven Melching     | 15. oktober 2010     |
| Ahsoka er blevet ansat som lærer på kadetakademiet, mens hun hemmeligt efterforsker korruptionen i Satines regering. Snart efter hun kom, afdækker Satines nevø Korkie og hans klassekammarater et skændigt komplot. |             |                                               |                        |                                   |                      |
| 51 | 7           | "Assassin" "Snigmorderen"                     | Kyle Dunlevy           | Katie Lucas                       | 22. oktober 2010     |
| Ahsoka har haft drømmesyn om at Senator Padmé Amidala vil blive dræbt af en snigmorder. Hun finder ud af, at det er dusørjægeren Aurra Sing. Det lykkedes Ahsola, at stoppe Aurras attentatforsøg, og da Aurra er anholdt, erfarer de også at Ziro Hutt var personen der gav hende opgaven. |             |                                               |                        |                                   |                      |
| 52 | 8           | "Evil Plans" "Nederdrægtige planer"           | Brian Kalin O’ Connell | Steve Mitchell & Craig Van Sickle | 5. november 2010     |
| Mens R2-D2 og C-3PO er på indkøbstur bliver de taget til fange af Cad Bane, som er ude efter tegningerne til Senatsbygningen. |             |                                               |                        |                                   |                      |
| 53 | 9           | "Hunt for Ziro" "Jagten på Ziro"              | Steward Lee            | Steve Mitchell & Craig Van Sickle | 12. november 2010    |
| Obi-Wan og Jedi-mester Quinlan Vos er på jagt efter Ziro som ligger inde med inkriminerende oplysninger om Hutt klanen. Note: Dette afsnit efterfølger kronologisk Sæson 1 Afsnit 22 "Gidseltagning". |             |                                               |                        |                                   |                      |
| 54 | 10          | "Heroes on Both Sides" "Helte på begge sider" | Kyle Dunlevy           | Daniel Arkin                      | 19. november 2010    |
| Mens den Galaktiske Republiks Galaktiske Senat er ved at drøfte et forslag som vil ophæve opsynet af den InterGalaktiske Bankklan, rejser Ahsoka og Padmé Amidala til separatisternes hovedstadsplanet Raxus. Her fremsætter de med Padmés gamle ven og separatist senator Mina Bonteri et forslag om fred med Republikken. Grev Dooku forhindrer Republikkens afstemning efter at Ahsoka og Padmé vender tilbage til Coruscant ved at sprænge byens kraftgenerator. |             |                                               |                        |                                   |                      |
| 55 | 11          | "Pursuit of Peace" "Fredsbestræbelser"        | Duwayne Dunham         | Daniel Arkin                      | 3. december 2010     |
| Senatorerne Amidala, Bail Organa og Onaconda Farr forsøger at fremsætte et fredsforslag. Men ikke alle synes godt om deres forslag. |             |                                               |                        |                                   |                      |
| 56 | 12          | "Nightsisters" "Natsøstre"                    | Gioncarlo Volpe        | Katie Lucas                       | 7. januar 2011       |
| Darth Sidious beordrer Grev Dooku til at dræbe hans snigmorder Asajj Ventress, fordi Sidious mistænker at Dooku vil bruge hende til at udslette. Som følge af sin oplevelse af Dookus attentatforsøg, forsøger Ventress at slå Dooku ihjel med hendes kvindeslægtninge Dathomirs Natsøstre. |             |                                               |                        |                                   |                      |
| 57 | 13          | "Monster"                                     | Kyle Dunlevy           | Katie Lucas                       | 14. januar 2011      |
| Nu hvor Ventress' attentatforsøg på Dooku er mislykket giver Moder Talzin Dooku en ny lærling som hedder Savage Opress som er en klanbroder af Darth Maul og bliver styret hemmeligt af Natsøstrene. |             |                                               |                        |                                   |                      |
| 58 | 14          | "Witches of the Mist" "Tågens hekse"          | Kyle Dunlevy           | Daniel Arkin                      | 21. januar 2011      |
| Siden Savage Opress er forbundet med Kraften, sendes han til Grev Dooku som hans nye lærling. Greven sender ham til Toydaria for at fange Kong Katuunko hvor han møder Jedierne Obi-Wan og Anakin som er sendt ud for at lede efter ham, fordi Savage dræbte to Jedier. Savage undslipper dem og bringer Katuunko til Dooku som straffer ham for at have dræbt Katuunko. Ventress dukker så op og de angriber begge Dooku. Men angrebet mislykker da Savage bliver rasende fordi ikke kan regne sine troskaber til Dooku og Ventress ud.og da Anakin og Obi-Wan så dukker op. De undslipper alle uskadt, og Savage vender tilbage til Moder Talzin, fordi han tror at Ventress forrådte ham begynder at lede efter sin bror Darth Maul.                      |             |                                               |                        |                                   |                      |
| 59 | 15          | "Overlords" "Kraftens kilde"                  | Steward Lee            | Christian Taylor                  | 28. januar 2011      |
| Anakin, Ahsoka og Obi-Wan er strandet på en mystisk planet som er stærk i kraften. Tre kraft væsener Faderen, Datteren og Sønnen bor der. Faderen forsøger at overtale Anakin til at blive siden han er den eneste som kan regerer både Søsteren og Faderen. |             |                                               |                        |                                   |                      |
| 60 | 16          | "Altar of Mortis" "Mortis' alter"             | Brian Kalin O' Connell | Christian Taylor                  | 4. februar 2011      |
| Før Jedierne kan forlade Mortis bliver Ahsoka bortført af Sønnen i et forsøg på at få Anakin til at slutte sig til ham så de kan bruge deres forenede styrker til at overvælde Søsteren og Faderen. Sønnen forhekser Ahsoka med en mørk forbandelse og hun kæmper mod Anakin og senere mod Obi-Wan. Efter en kamp mellem Datteren og Sønnen som stoppes af Faderen, stjæler Ahsoka dolken som regerer Sønnen. Sønnen skal til at dræbe Faderen, men Datteren ofrer sig og gør Ahsoka normal igen ved at overfører sit liv til Ahsoka. |             |                                               |                        |                                   |                      |
| 61 | 17          | "Ghosts of Mortis" "Spøgelserne fra Mortis"   | Steward Lee            | Cristian Taylor                   | 11. februar 2011     |
| Jedierne er stadig strandet på Mortis og Sønnen som er på Kraftens Mørke Side fornyer hans bestræbelser på at få Anakin over på hans side. For at vende ham til den Mørke Side viser Sønnen Anakin syn af hans fremtid som Sith-fyrsten Darth Vader og alle de grusomheder han vil begå. Det virker, og Anakin slutter sig til Sønnen af frygt for det han så vil faktisk ske. Ahsoka sætter skibet ud af drift så Anakin ikke kan flygte og tager hen for at hjælpe Obi-Wan. Senere mødes Faderen med Anakin og Faderen sletter Anakins hukommelse af hvad Sønnen havde vist ham. Da Sønnen forsøger at dræbe Faderen stjæler Faderen sværdet og dræber sig selv med det, hvilket tager Sønnens kræfter fra ham og gør at Anakin til at genoprette balance. |             |                                               |                        |                                   |                      |
| 62 | 18          | "The Citadel" "Citadellet"                    | Kyle Dunlevy           | Matt Michnovetz                   | 18. februar 2011     |
| Et redningshold anført af Anakin, Obi-Wan, Ahsoka med klontropperne Rex, Cody, Fives og Echo forsøger at redde Jedi-mester Even Piell og hans kaptajn Wilhuff Tarkin (som er yngre før hans tjeneste i det Galaktiske Imperium) som er blevet taget levende til fange af separatisterne og fængslet i et uigennemtrængeligt arrestcenter som hedder Citadellet som ligger på planeten Lola Sayu. Piell og Tarkin har begge lært deres halvdel af koordinaterne til en Hyperrumvej ved navn Nexus-ruten. |             |                                               |                        |                                   |                      |
| 63 | 19          | "Counter Attack" "Modangreb"                  | Brian Kalin O' Connell | Matt Michnovetz                   | 4. marts 2011        |
| Efter at have reddet Jedi-mester Piell og Kaptajn Tarkin, har redningsholdet delt sig i to: Piell er med Obi-Wan og Tarkin er med Anakin. Citadellet og dets fængselschef Osi Sobeck har flere fælder og mere fare end hvad redningsholdet først havde ventet, og deres flugtskib bliver ødelagt. ARC-soldat Echo dør tilsyneladende under flugtforsøget. |             |                                               |                        |                                   |                      |
| 64 | 20          | "Citadel Rescue" "Redningsaktion Citadellet"  | Steward Lee            | Matt Michnovetz                   | 18. februar 2011     |
| Mens redningsholdet prøver at undslippe Citadellet bliver de adskillige gange angrebet af kampdroider. Even Piell bliver dræbt af en af anoobaerne (et fiktivt dyr) som blev sendt ud for at sporer holdet. Ahsoka lærer Piells halvdel af koordinaterne til Nexus-ruten at kende. Plo Koon anfører en redningsmission. Det lykkedes Sobeck at finde holdet netop som de når frem til deres opsamlingssted. Sobeck forsøger at slå Tarkin ihjel, men Ahsoka dræber Sobeck og redder Tarkin. Plo Koon får holdet sikkert tilbage til Coruscant. |             |                                               |                        |                                   |                      |
| 65 | 21          | "Padawan Lost" "Den forsvundne padawan"       | Dave Filoni            | Bonnie Mark                       | 1. april 2011        |
| Under et slag om Felucia bliver Ahsoka taget til fange af trandoshanere som smider hende af en på planet hvor de vil jagte og dræbe hende som sport. Ahsoka møder tre Jedi ynglinge der hedder Kalifa, Jinx O-mer som også er blevet taget til fange af trandoshanerne og de slår sig sammen for at overleve. Næste dag rejser de for at undslippe trandoshanerne men de sidstnævnte finder dem og jager dem. Den førende trandoshaners søn bliver dræbt og hans far dræber Kalifa som hævn. Ahsoka lover at passe på de to andre ynglinge |             |                                               |                        |                                   |                      |
| 66 | 22          | "Wookiee Hunt" "Wookiee-jagt"                 | Dave Filoni            | Bonnie Mark                       | 1. april 2011        |
| Mens Ahsoka, og ynglingene kæmper for at undgå trandoshanerne møder de en fange: wookien Chewbacca. Sammen med ynglingene angriber Ahsoka og Chewie det Trandoshanske fort med hjælp fra andre wookiee-krigere og er i stand til at dræbe mange Trandoshanere. Ahsoka dræber Trandoshan-lederen Garnac med et kraftigt Kraft skub. |             |                                               |                        |                                   |                      |

### Sæson 4:Battle Lines(2011–12)
Sæson 4 udkom den 16. september med to premiereafsnittene "Vandkrig" og "Gungansk Angreb"
| Nr. i serie | Nr. i sæson | Titel                                          | Instruktør             | Forfatter                         | Oprindelig sendedato |
| --- | ----------- | ---------------------------------------------- | ---------------------- | --------------------------------- | -------------------- |
| 67 | 1           | "Water War" "Vandkrig"                         | Duwayne Dunham         | Jose Molina                       | 16. september 2011   |
| Anakin, Padmé og Jedi-mester Kit Fisto forsøger at bevare freden på vandplaneten Mon Cala fra at udvikle sig til en borgerkrig på grund af at planetens konge er blevet myrdet og den nuværende siddende Mon Calamarianske Prins Lee-Car forsøger at opretholde et fredeligt sameksistens med blæksprutte-agtige art Quarren og Mon Calamarianerne. Men Quarren-folket vil ikke anerkende Prins Lee-Chars styre og til sidst ender fredsforhandlingerne med borgerkrig. |             |                                                |                        |                                   |                      |
| 68 | 2           | "Gungan Attack" "Gungansk Angreb"              | Brian Kalin O' Connell | Jose Molina                       | 16. september 2011   |
| Efter separatisterne besejrer det meste af de Republikanske styrker under den Mon Calamarianske borgerkrig i det forrige afsnit, er Jedierne tvunget til at må tilkalde hjælp fra Jar Jar Binks og Republikkens Stor Armé og de resterende Republikanske styrker. Men i efterspillet af slaget bliver de Republikanske styrker taget til fange, og Ahsoka og Lee-Char må finde på en ny strategi. |             |                                                |                        |                                   |                      |
| 69 | 3           | "Prisoners" "Fanger"                           | Danny Keller           | Jose Molina                       | 23. september 2011   |
| Efter Anakin, Padmé, Kit Fisto, Jar Jar Binks og Senator Tills blev taget til fange af separatisten Riff Tamson, må Ahsoka og Prins Lee-Char finde en måde at befri deres venner. I håb om at befri Mon Cala fra Tamson, forsøger Lee-Char at overtale Quarren-folket til at slutte dem til hans sag. |             |                                                |                        |                                   |                      |
| 70 | 4           | "Shadow Warrior" "Skyggekriger"                | Brian Kalin O' Connell | Daniel Arkin                      | 30. september 2011   |
| Anakin og Ahsoka afdækker et komplot som er lavet af den Gunganske minister Rishi Loo som har brugt en halskæde til at styre Gunganernes leder Boss Lyoni til at narre Gunganerne til at slutte sig til Separatisternes angreb på Naboo. Da Lyonie konfronterer Rishi Loo stikker Loo ham ned. Jar Jar Binks må forklæde sig som Boss Lyonie til at afblæse angrebet. General Grievous ankommer og forlanger at vide hvorfor angrebet blev afblæst. Jar Jar bliver afsløret, men det lykkedes ham at fange Grievous. Dooku fanger så Anakin og fortæller Padmé at Anakin vil blive løsladt, hvis Grievous bliver løsladt. Skywalker bliver løsladt. |             |                                                |                        |                                   |                      |
| 71 | 5           | "Mercy Mission" "Nødmission"                   | Danny Keller           | Bonnie Mark                       | 7. oktober 2011      |
| Klonkommandør Wolffe og hans enhed sammen med R2-D2 og C-3PO er på planeten Aleen for at reparere efter ødelæggende jordskælv. Men droiderne opdager en alvorlig ubalance mellem planetens underjordiske økologi og overfladebiosfærer. |             |                                                |                        |                                   |                      |
| 72 | 6           | "Nomad Droids" "Droider på eventyr"            | Steward Lee            | Steve Mitchell & Craig Van Sickle | 14. oktober 2011     |
| På rejsen tilbage til Coruscant bliver R2 og C-3PO på deres krydser angrebet af General Grievous. R2-D2 og C-3PO flygter i et Y-wing jagerfly og er på et par små eventyr mens de prøver at komme tilbage til Coruscant. På deres sidste eventyr bliver de igen angrebet af Grievous som har fanget Jedi-mester Adi Gallia indtil Plo Koon og hans mænd redder dem. |             |                                                |                        |                                   |                      |
| 73 | 7           | "Darkness on Umbara" "Mørket på Umbara"        | Steward Lee            | Matt Michnovetz                   | 28. oktober          |
| Da Anakin overgiver kommandoen af sin enhed 501. Legion til Jedi-mester Pong Krell opstår der anspændelse mens de får en drabelig mission om at indtage Umbaras hovedstad. |             |                                                |                        |                                   |                      |
| 74 | 8           | "The General" "Generalen"                      | Walter Murch           | Matt Michnovetz                   | 28. oktober 2011     |
| General Krell beordrer Rex og soldaterne i 501. legion til at angribe en svært bevogtet flyvebase og vil ikke accepterer andet end sejr. Det er næsten en selvmordsmission medmindre klonerne kan bruge deres snilde til at besejre deres fjende. |             |                                                |                        |                                   |                      |
| 75 | 9           | "Plan of Dissent" "En omstridt plan"           | Kyle Dunlevy           | Matt Michnovetz                   | 11. november 2011    |
| Efter de Republikanske styrker erobrer flyvebasen, beordrer Rex og hans soldater til at angribe den svært bevogtede hovedstad. Fives og Jesse opdager, at der er en bedre plan og modsætter sig Krells ordre. |             |                                                |                        |                                   |                      |
| 76 | 10          | "Carnage of Krell" "Krells blodbad"            | Kyle Dunlevy           | Matt Michnovetz                   | 18. november 2011    |
| Rexs to mænd Fives og Jesse risikerer henrettelse for at have nægtet at adlyde Krells ordre, så han vælger at konfronterer General Krell i afslutningen af Slaget om Umbara. Med risiko for sigtelse om mytteri, må Rex tage en mørk beslutning mens Krells sande jeg. |             |                                                |                        |                                   |                      |
| 77 | 11          | "Kidnapped" "Kidnappet"                        | Kyle Dunlevy           | Henry Gilroy                      | 25. november 2011    |
| Zygerriske slavhandlere står bag en pludselig forsvindelse af en hel Togruta koloni på planeten Kiros. Mens Anakin og Ahsoka disarmerer bomberne som er plantet af slavehandlerne, må Obi-Wan bekæmpe deres leder som stikker af og Anakin og Ahsoka følger efter ham. |             |                                                |                        |                                   |                      |
| 78 | 12          | "Slaves of the Republic" "Republikkens slaver" | Brian Kalin O' Connell | Henry Gilroy                      | 2. december 2011     |
| Anakin, Obi-Wan, Rex og Ahsoka i forklædning infiltrerer Zygerria for at finde de forsvundne kolonister. Men mens Obi-Wan forsøger at befri en kolonist med at flygte, bliver de alle fanget. Obi-Wan og Rex bliver sendt til Kadavo for at slide i en slavelejr. Anakin er tvunget til at tjene den Zygerriske Dronning, som tilbyder at befri hans venner, hvis han slutter sig af egen vilje til hende. |             |                                                |                        |                                   |                      |
| 79 | 13          | "Escape from Kadavo" "Flugten fra Kadavo"      | Danny Keller           | Henry Gilroy                      | 6. januar 2012       |
| Anakin forsøger at overbevise den Zygerriske dronning om, at hun også er en slave og en brik i et ondsindet separatistisk komplot. I mellemtiden er Obi-Wan og Rex blevet taget til planeten Kadavo for at slide i slavelejrerne. |             |                                                |                        |                                   |                      |
| 80 | 14          | "A Friend in Need" "En ven i nød"              | Dave Filoni            | Christian Taylor                  | 13. januar 2012      |
| En fredsforhandling mellem Republikanske og separatistiske senatorer bliver afbrudt af Lux Bonteri, den afdøde separatistiske senator Mina Bonteris søn ("Helte på begge sider") som søger hævn mod Grev Dooku som var ansvarlig for Luxs mors død. Snart efter bliver Ahsoka, som var tilstede under fredsforhandlingerne involveret i Luxs jagt på hævn og de havner i Dødsvogternes lejr, fordi Lux indgik en aftale med dem om at dræbe Dooku. |             |                                                |                        |                                   |                      |
| 81 | 15          | "Deception" "Bedrag"                           | Kyle Dunlevy           | Brent Friedman                    | 20. januar 2012      |
| Obi-Wan forfalsker sin egen død og går undercover i et Republikansk fængsel som dusørjægeren Rako Hardeen for at samle efterretninger om en kidnapning af Overkansler Palpatine som er iscenesat af Moralo Eval. Mens han er der opdager han også, at en anden fange Cad Bane også er involveret i kidnapningen. I mellemtiden søger Anakin hævn over sin mesters død. |             |                                                |                        |                                   |                      |
| 82 | 16          | "Friends and Enemies" "Venner og fjender"      | Bosco Ng               | Brent Friedman                    | 27. januar 2012      |
| Efter at have sluppet ud af fængslet, flygter Obi-Wan, som stadig er i forklædning som Rako Hardeen, Cad Bane og Moralo Eval tværs over Galaksen, forfulgt af Anakin og Ahsoka. Obi-Wan må finde en måde at advare sine venner om ikke at følge efter ham uden at blive afsløret. |             |                                                |                        |                                   |                      |
| 83 | 17          | "The Box" "Boksen"                             | Brian Kalin O'Connell  | Brent Friedman                    | 3. februar 2012      |
| Grev Dooku inviterer Obi-Wan som stadig er i forklædning som Rako Hardeen, Moralo Eval og Cad Bane og nogen af de bedste dusørjægere til hans slot på Serenno for at deltage i en turnering som foregår i en forhindringsbane ved navn "Boksen" med involveringen om at kidnappe Kansler Palpatine. Efter at have mødt mange udfordringer, overlever Obi-Wan, Bane og tre andre dusørjægere. Cad Bane får lederrollen til kidnapningen af Dooku. |             |                                                |                        |                                   |                      |
| 84 | 18          | "Crisis on Naboo" "Krise på Naboo"             | Danny Keller           | Brent Friedman                    | 10. februar 2012     |
| Overkansler Palpatine rejser til Naboo med Jedier som vagter. I mens iværksætter Cad Bane, Obi-Wan som stadig er i forklædning, Moralo Eval og de andre dusørjægere deres plan, men den mislykkedes da Obi-Wan alarmerer Jedierne og Grev Dooku er ikke på mødestedet. Nu hvor dusørjægernes er anholdt, vil Obi-Wan skifte tilbage til sit gamle jeg. Men han ved ikke, at Dooku har overhørt hans samtale med Jedierne og Palpatine bliver næsten kidnappet igen men Anakin og Obi-Wan formår at redde ham. |             |                                                |                        |                                   |                      |
| 85 | 19          | "Massacre" "Massakre"                          | Steward Lee            | Katie Lucas                       | 24. februar 2012     |
| Efter sit forsøg på at slå Dooku ihjel mislykkede, råder Moder Talzin Ventress til at glemme Sithernes levned og komme hjem til sine søstre. Efter at have fundet Ventress' opholdssted, beordrer Dooku General Grievous til at iværksætte et angreb for at dræbe Ventress. Mens Ventress og Grievous slås, bruger Moder Talzin en voodoo dukke til at angribe Dooku med, mens hendes slægtning Daka, klanens ældste søster holder droiderne stangen med en hær bestående af udøde Natsøstre. Ventress besejrer Grievous og flygter mens hendes resten af Natsøstrene bliver massakreret og også Talzin efter hendes forsøg på at dræbe Dooku bliver forpurret. Afsnittet slutter med at Talzin siger farvel til Ventress og ønsker hende held og lykke. |             |                                                |                        |                                   |                      |
| 86 | 20          | "Bounty" "Dusør"                               | Kyle Dunlevy           | Katie Lucas                       | 2. marts 2012        |
| Ventress slutter sig til en gruppe dusørjægere anført af Boba Fett (som er midt i sine teenage-år) på Tatooine. På en planet får de en ømtålelig profitabel og underjordisk leverancemission som skal afprøve deres færdigheders grænser og karakterer. Ventress indser at familiær kærlighed er allestedsværende dyd over andre Galakser og at der er mange som har brug for hendes kræfter, har Ventress håb for sin fremtid. |             |                                                |                        |                                   |                      |
| 87 | 21          | "Brothers" "Brødre"                            | Bosco Ng               | Katie Lucas                       | 9. marts 2012        |
| Med en magisk amulet fra Moder Talzin lander Savage Opress på losseplads-planeten Lotho Minor og finder sin bror Maul. Med hjælp af slangen Morley finder Savage sin bror og opdager, at Maul er blevet drevet til vanvittighed og sindssyge som følge af sin nærdødsoplevelse på Naboo. |             |                                                |                        |                                   |                      |
| 88 | 22          | "Revenge" "Hævn"                               | Brian Kalin O'Connell  | Katie Lucas                       | 16. marts 2012       |
| I sin jagt efter hævn massakrerer Maul en landsby på Raydonia som en besked til Obi-Wan om at komme og møde ham alene. Da han ankommer bliver han fanget af Maul og Savage og bragt ombord på deres skib. Ventress som er ude efter en million dusøren på Savage kommer og redder Obi-Wan og de undslipper brødrene i tide. Note: Afsnittets titel er rødt. |             |                                                |                        |                                   |                      |

### Sæson 5 (2012–13)
Sæson fems premiereafsnit "Genopstandelse" blev sendt den 29. september, 2012. Sæsonen havde 20 afsnit i stedet for det sædvanlige tal på 22. Det sidste afsnit "Den forkerte Jedi" blev sendt den 2. marts, 2013.
| Nr. i serie | Nr. i sæson | Titel                                                         | Instruktør            | Forfatter        | Oprindelig sendedato      |
| --- | ----------- | ------------------------------------------------------------- | --------------------- | ---------------- | ------------------------- |
| 89 | 1           | "Revival" "Genopstandelse"                                    | Steward Lee           | Chris Collins    | 29. september 2012        |
| Maul og Savage stjæler en formue og bestikker en gruppe pirater til at ødelægge en pirathøjborg som styres af Hondo Ohnaka. Obi-Wan og mester Adi Gallia opsporer brødrene, men Savage myrder Gallia. Hondo lokker piraterne i et baghold vinder deres loyalitet tilbage, mens Obi-Wan kæmper mod Maul og Savage og hugger Savages venstre arm af. Brødrene flygter i deres skib mens de bliver beskudt af Hondo og piraterne. Obi-Wan vender hjem til Coruscant, hvor Kansleren fortæller ham at Maul og Savages betydning i sammenligning med separatisterne ikke er vigtig.                     |             |                                                               |                       |                  |                           |
| 90 | 2           | "A War On Two Fronts" "En krig på to fronter"                 | Dave Filoni           | Chris Collins    | 6. oktober 2012           |
| På den separatistiske verden Onderon tilkalder en gruppe oprørere assistance fra Jedierne. Anakin, Obi-Wan, Ahsoka og Rex rejser dertil og træner oprørerne til at kæmpe. Ahsoka møder Lux Bonteri igen fordi Onderon er hans hjemplanet. |             |                                                               |                       |                  |                           |
| 91 | 3           | "Front Runners" "Frontløberne"                                | Steward Lee           | Chris Collins    | 13. oktober 2012          |
| Ahsoka som leder nu oprørerne, men har forbud mod at kæmpe, bruger deres træning til at kapre en AAT og sprænger Onderons hovedstadsbys hovedkraftværk så oprørerne kan skabe hærgelse. |             |                                                               |                       |                  |                           |
| 92 | 4           | "The Soft War" "Den bløde krig"                               | Kyle Dunlevy          | Chris Collins    | 20. oktober 2012          |
| Onderons dukkekonge Sanjay Rash anklager den afsatte konge Ramsis Denup for at have anstiftet til oprør mod hans styre og kræver ham henrettet. Efter at Saw Gerrera selv forsøger at redde Denup, må Steela, Bonteri og Ahsoka uden hjælp fra Republikken udarbejde en plan for at redde kongen fra palæet. Planen mislykkedes, men netop som Denup skal lige til at blive henrettet, bliver oprørerne reddet af General Dandin og den Onderoniske milits som Gerrera har fået over på deres side. Nu hvor Dooku ved kender til Jediernes indblanding bliver han utålmodig med sine underordnede. |             |                                                               |                       |                  |                           |
| 93 | 5           | "Tipping Points" "Dråben, der får bærgeret til at flåde over" | Bosco Ng              | Chris Collins    | 27. oktober 2012          |
| Oprørerne på Onderon kæmper for at genvinde deres hjemplanet. Efter Republikken og Jedierne nægter at assisterer Ahsoka og oprørerne, overtaler Anakin Hondo Ohnaka til at sende dem ulovlige raketstyr. Det lykkedes oprørerne at genvinde planeten, men Steela Gerrera dør i et fald under kampen. Nu hvor Dooku har mistet Onderon henretter han Sanjay inden han og hans styrker forlader planeten. |             |                                                               |                       |                  |                           |
| 94 | 6           | "The Gathering" "Forsamlingen"                                | Kyle Dunlevy          | Christian Taylor | 3. november 2012          |
| Ahsoka og Yoda tager en gruppe Jedi-ynglinge med til is-planeten Ilum for at gennemgå et Jedi ritual som hedder "Forsamlingen" hvor de hver skal stå over for en indre frygt for at kunne hente deres kyber krystaller så de kan bygge samle deres lyssværd. |             |                                                               |                       |                  |                           |
| 95 | 7           | "A Test of Strength" "En styrkeprøve"                         | Bosco Ng              | Christian Taylor | 10. november 2012         |
| På vejen tilbage til Coruscant, bliver Jedi-yndlingene angrebet af Hondo som vil stjæle deres krystaller og sælge dem. Ahsoka forsvarer ynglingene fra piraterne. |             |                                                               |                       |                  |                           |
| 96 | 8           | "Bound for Rescue" "Redningsaktionen"                         | Brian Kalin O'Connell | Christian Taylor | 17. noktober 2012         |
| Nu hvor Ahsoka er fanget af Hondo, tager ynglingene til Florrum for at redde hende imod Obi-Wans ønsker. Men før Obi-Wan kan hjælpe dem, bliver han angrebet af General Grievous som besejrer Obi-Wan (Obi-Wan dør ikke). Obi-Wan undslipper sit skib som han har sat til at selvdestruerer og dræber næsten generalen. Ynglingene formår at infiltrere Hondos højborg men de ender med at blive taget til fange. |             |                                                               |                       |                  |                           |
| 97 | 9           | "A Necessary Bond" "En nødvendig alliance"                    | Danny Keller          | Christian Taylor | 24 november. oktober 2012 |
| Som hævn for at være holdt fanget tidligere, beordrer Grev Dooku General Grievous til at angribe Hondo og hans pirater på Florrum. Ahsoka, ynglingene og Hondo og hans folk må slå sig sammen for at drive Grievous og hans styrker væk. |             |                                                               |                       |                  |                           |
| 98 | 10          | "Secret Weapons" "Hemmelige våben"                            | Danny Keller          | Brent Friedman   | 1. december 2012          |
| R2-D2 er en del af en gruppe Republikanske droider som er blevet valgt til en vigtig mission under ledelse af Oberst Meebur Gascon for at få fat i en separatistisk krypteringsenhed fra et separatistisk skib. Droiderne må overvinde adskillige udfordringer for at denne afgørende mission lykkes. |             |                                                               |                       |                  |                           |
| 99 | 11          | "A Sunny Day in the Void" "En solskinsdag i intetheden"       | Kyle Dunlevy          | Brent Friedman   | 8. december 2012          |
| Efter deres skib styrter ned på en afsides planet må D-deling og Oberst Gascon finde en vej tilbage til Coruscant, ellers er de fanget der forevigt. Note: Afsnittets titel er blå i stedet for gul. |             |                                                               |                       |                  |                           |
| 100 | 12          | "Missing in Action" "Meldt savnet"                            | Steward Lee           | Brent Friedman   | 5. januar 2013            |
| Oberst Gascon og D-deling møder en Republikansk kommandoklonsoldat med markeringsnummeret CC-5576-39, eller Gregor som har også har været meldt savnet på planeten. De må arbejde sammen for at slippe væk derfra. Note: Afsnittets titel er blå i stedet for gul. |             |                                                               |                       |                  |                           |
| 101 | 13          | "Point of No Return" "Ingen vej tilbage"                      | Bosco Ng              | Brent Friedman   | 19. januar 2013           |
| Efter D-delingen og Oberst Gascon tror at de er i sikkerhed, opdager de at de er ombord på en Republikansk stjernedestroyer som er blevet taget af separatisterne som vil flyve det ind i en Republikansk Rumstation hvor et strategisk stævnemøde afholdes. R2 sætter skibet til at eksploderer inden det når rumstationen og ofrer sig selv for at redde rumstationen. Han bliver genbygget i slutningen fordi hans krop blev bjærget. Note: Afsnittets titel er blå i stedet for gul. |             |                                                               |                       |                  |                           |
| 102 | 14          | "Eminence" "Agtelse"                                          | Kyle Dunlevy          | Chris Collins    | 19. januar 2013           |
| Maul og Savage smeder en alliance med Dødsvogterne og deres leder Pre Vizsla og andre forbrydersyndikater i håb om at styrte Hertuginde Satines styre på Mandalore og dræbe Obi-Wan Kenobi. |             |                                                               |                       |                  |                           |
| 103 | 15          | "Shades of Reason" "Skjulte motiver"                          | Bosco Ng              | Chris Collins    | 26. januar 2013           |
| Mauls alliance assisterer Dødsvogterne med at erobre Mandalore og styrte Hertuginde Satine Kryzes styre. Men Vizsla forråder Maul, som udfordrer ham til en 1-1 duel om Mandalores lederskab. Efter Maul dræber Vizsla overtager han størstedelen af Dødsvogterne, imens Bo-Katan Kryze ikke anerkender hans lederskab. |             |                                                               |                       |                  |                           |
| 104 | 16          | "The Lawless" "De lovløse"                                    | Brian Kalin O'Connell | Chris Collins    | 2. februar 2013           |
| Maul lokker Kenobi til Mandalore med nyhederne om Satines fangenskab. Obi-Wan infiltrerer Mandalore, men bliver fanget af Maul som dræber Satine foran ham. Han bliver reddet af Bo-Katan Kryze og hendes modstandsgruppe. Imens fanger overtagelsen af Mandalore Darth Sidious, som rejser alene til Mandalore selv og dræber Savage og tager Maul til fange og fortæller ham at han ikke længere er hans lærling. Note: Dette afsnit er dedikeret til skuespilleren Ian Abercrombie. |             |                                                               |                       |                  |                           |
| 105 | 17          | "Sabotage"                                                    | Brian Kalin O'Connell | Charles Murray   | 9. februar 2013           |
| Efter at Ahsoka redder Anakin under en mission, bliver de kaldt tilbage til Coruscant for at efterforske et bombeangreb på Jedi-templet. |             |                                                               |                       |                  |                           |
| 106 | 18          | "The Jedi Who Knew Too Much" "Jedien, der vidste for meget"   | Danny Keller          | Charles Murray   | 16. februar 2013          |
| Ahsoka bliver sigtet for mordet af Letta Turmond, som er den hovedmistænkte i bombeangrebet på Jedi-templet og bliver tilbageholdt af Admiral Tarkin. Til trods for Anakins forsøg på at frifinde Ahsoka, vælger hun at flygte til underverdenen under Coruscant for at finde den egentlige gerningsmand. |             |                                                               |                       |                  |                           |
| 107 | 19          | "To Catch A Jedi" "Sådan fanger man en Jedi"                  | Kyle Dunlevy          | Charles Murray   | 23. februar 2013          |
| Mens Ahsoka er på flugt i underbyen, forfulgt af de Republikanske myndigheder, smeder hun et partnerskab med Asajj Ventress i håb om at finde gerningsmanden bag bombeangrebet på Jedi-templet. De er i stand til at accepterer hinanden som allierede, på trods af deres tidligere fjendtskab. Men Ahsoka ender med at blive fanget af myndighederne til sidst. |             |                                                               |                       |                  |                           |
| 108 | 20          | "The Wrong Jedi" "Den forkerte Jedi"                          | Dave Filoni           | Charles Murray   | 2. marts 2013 (i USA)     |
| Tiltalerejsningen mod Ahsoka er gået i gang efter hun blev forvist fra Jedi Ordenen. Mens Padme forsøger at frifinde Ahsoka, finder Anakin informationerne til at frifinde Ahsoka og afslører den egentlige gerningsmand som er Barriss Offee. Men selvom Ahsoka er frifundet, forlader hun Jedi Ordenen. |             |                                                               |                       |                  |                           |

### Sæson 6:The Lost Missions(2014)
Sæson 6 består af tretten afsnit og udkom på Netflix den 7. marts, 2014.¨-
| Nr. i serie | Nr. i sæson | Titel                                              | Instruktør            | Forfatter           | Oprindelig sendedato |
| --- | ----------- | -------------------------------------------------- | --------------------- | ------------------- | -------------------- |
| 109 | 1           | "The Unknown" "Det ukendte"                        | Bosco Ng              | Katie Lucas         | 7. marts 2014        |
| Klonsoldaten Tup lider af en neurologisk forstyrrelse som får ham til at dræbe Jedi-mester Tiplar under Slaget om Ringo Vinda. I håb om at finde motiverne bag hans handlinger bringes han tilbage til Kamino for yderligere undersøgelser, men eskorten bliver angrebet af separatisterne som fanger ham. Anakin, Rex og Fives redder ham, og Rex og Fives bringer ham til Kamino. |             |                                                    |                       |                     |                      |
| 110 | 2           | "Conspiracy" "Komplot"                             | Brian Kalin O'Connell | Katie Lucas         | 7. marts 2014        |
| I Kaminos hovedstad Tipoca City bliver Tup undersøgt af det kaminoanske lægepersonel for at finde motiverne til hans handlinger. I håb om at undersøgelsen skal lykkes går Fives uden tilladelse dybere ned i sagen for at afdække Tups motiver, hvilket ender med at Tup dør efter at Fives får fjernet en svulst fra hans hjerne. |             |                                                    |                       |                     |                      |
| 111 | 3           | "Fugitive" "På flugt"                              | Danny Keller          | Katie Lucas         | 7. marts 2014        |
| Fives er på flugt fra Kaminoansk sikkerhedspersonel for at han kan undersøge svulsten i Tup med hjælp fra lægedroiden AZI-3. Fives opdager, at svulsten er en implantat og får AZI-3 til at fjerne fra hans egen hjerne fordi han mistænker han måske også har en magen til. Han erfarer fra Nala Se, at svulsten er en blokeringschip som er beregnet til at gøre kloner mere lydige. |             |                                                    |                       |                     |                      |
| 112 | 4           | "Orders" "Ordrer"                                  | Kyle Dunlevy          | Katie Lucas         | 7. marts 2014        |
| I forsøg på at finde svar på Tups handlinger, forsøger Fives at tale med Kansler Palpatine men ender igen at med at være på flugt. Mens han prøver at forklarer hvad han har erfaret til Anakin og Rex, bliver han skudt af Kommandør Fox. |             |                                                    |                       |                     |                      |
| 113 | 5           | "An Old Friend" "En gammel ven"                    | Brian Kalin O'Connell | Christian Taylor    | 7. marts 2014        |
| Mens Padmé er på en nødmission på Scipio, forsøger hendes ekskæreste Rush Clovis at komme i kontakt med hende. Clovis er blevet mål for dusørjægeren Embo for at have udtalt sig imod korruptionen på hans planet. Sammen Padmé forsøger han at flygte fra planeten. |             |                                                    |                       |                     |                      |
| 114 | 6           | "Rise of Clovis" "Clovis vender tilbage"           | Danny Keller          | Christian Taylor    | 7. marts 2014        |
| Tilbage på Coruscant indgår Clovis en tvivlsomm aftale om at blive leder af Bankklanen, som er bundet af korruption. Anakin stoler ikke på Clovis, hvilket belaster hans forhold med hans kone Padmé. |             |                                                    |                       |                     |                      |
| 115 | 7           | "Crisis at the Heart" "Kærlighedsproblemer"        | Steward Lee           | Christian Taylor    | 7. marts 2014        |
| Clovis' aftale med separatisterne giver bagslag og bringer følgeligt krig til Scipio, som så provokerer Republikken til at gribe ind og vinde slaget. I kaosset konfronterer Anakin Clovis, netop som tårnet de står i, rammes af en Gribbedroidejager med Anakin som ikke kan holde hive dem begge to op. Clovis ofrer sig selv for at redde Padmé. |             |                                                    |                       |                     |                      |
| 116 | 8           | "The Disappeared, Part I" "De forsvundne, 1. del"  | Bosco Ng              | Jonathan W. Rinzler | 7. marts 2014        |
| Den fredelige verden Bardotta er truet af em gammel profeti. Og nu hvor deres åndelige ledere er forsvundet, beder Bardotta om hjælp fra Det Galaktiske Senat. Repræsentant Jar Jar Binks får overbevist Mace Windu om at det er en yderst vigtig sag. |             |                                                    |                       |                     |                      |
| 117 | 9           | "The Disappeared, Part II" "De forsvundne, 2. del" | Steward Lee           | Jonathan W. Rinzler | 7. marts 2014        |
| I håb om at kunne fuldende den mørke profeti, kidnapper en mystisk person Dronning Julia af Bardotta. Jedi-mester Mace Windu og Repræsentant Jar Jar Binks må gøre alt hvad de kan for at stoppe profetien. Ellers vil en rædsom kraft blive sluppet fri |             |                                                    |                       |                     |                      |
| 118 | 10          | "The Lost One" "Den savnede"                       | Brian Kalin O'Connell | Christian Taylor    | 7. marts 2014        |
| Jedi-mester Sifo-Dyas døde for mange år siden. Da en jedi-mission finder hans lyssværd i hans nedstyrtede skib, begynder Anakin, Obi-Wan og Yoda med at efterforske hans død. I forsøg på at stoppe dem fra at afdække Sith-komplottet, beordrer Darth Sidious Dooku til at slette alle spor som er forbundet med mordets efterforskning. Det lykkedes Dooku, og han flygter efter at Anakin og Obi-Wan erfarer at han er den der dræbte Sifo-Dyas, under sit Sith alias "Darth Tyranus". |             |                                                    |                       |                     |                      |
| 119 | 11          | "Voices" "Stemmer"                                 | Danny Keller          | Christian Taylor    | 7. marts 2014        |
| Yoda bliver foruroliget da han begynder at høre sin afdøde ven Qui-Gon Jinn i hans hoved, fordi han ved at en Jedi ikke kan tale til de levende fra døden. Jedi-rådet er bekymret for Yodas adfærd og vil have ham undersøgt nærmere. Men med hjælp af Anakin, flygter Yoda fra Jedi-templet og drager ud for at finde ud af hvor stemmen kommer fra. |             |                                                    |                       |                     |                      |
| 120 | 12          | "Destiny" "Skæbnen"                                | Kyle Dunlevy          | Christian Taylor    | 7. marts 2014        |
| Yoda rejser til Galaksens hjerte, med vejledning af Kraften. Her på planeten, hvor opdager han Kraftens oprindelse må han bestå svære prøver. For Kraft præstinderne vil kun lade ham lærer mere om Kraftens dybere mysterier ved at bestå prøverne. |             |                                                    |                       |                     |                      |
| 121 | 13          | "Sacrifice" "Opofrelse"                            | Steward Lee           | Christian Taylor    | 7. marts 2014        |
| På Moraband (Korriban), Sithernes hjemverden er tiden kommet for mester Yoda til at bestå sin sidste prøve. Kun da vil han få kendskab til den bedste bevarede hemmelighed i hans dagsorden, men først må han møde et syn som forudser det der vil ske – hvilket indblander bl.a. at Yoda må møde Darth Banes ånd. Darth Sidious hidkalder Grev Dooku til sit skjulested hvor de to planlægger at knække mester Yoda ved at iscenesætte en uundgåelig kamp i sindet mellem Yoda, sammen med Anakin og hans enhed. Yoda indser, at uanset hvem der vinder klonkrigen eller hvad fremtiden har, så vil der en dag være håb. Bemærk: Anakin og Rex i dette afsnit er kun et syn, så der er ingen af dem begge der dør ikke. |             |                                                    |                       |                     |                      |

### Sæson 7:Den sidste sæson(2020)
Sæson 7: Den sidste sæson, (engelsk titel: The Final Season) kørte i 12 afsnit på Disney+ fra den 21. februar, 2020 til den 4. maj, 2020.
| Nr. i serie | Nr. i sæson | Titel                                                     | Instruktør                         | Forfatter                                     | Oprindelig sendedato |
| --- | ----------- | --------------------------------------------------------- | ---------------------------------- | --------------------------------------------- | -------------------- |
| 122 | 1           | "The Bad Batch" "De hårde hunde"                          | Kyle Dunlevy                       | Matt Michnovetz & Brent Friedman              | 21. februar 2020     |
| Rex og Cody indkalder en specialstyrke ved navn “De Hårde Hunde” til at hjælpe dem med at komme ind i et Cybercenter på Anaxes for at klarlægge årsagen til deres seneste høje tab. Inde i Cybercentret hører Rex et mystisk signal og formoder, at den tidligere ARC-soldat, med markeringsnummeret CT-1409, “Echo” måske stadig er i live. |             |                                                           |                                    |                                               |                      |
| 123 | 2           | "A Distant Echo" "Et svagt ekko"                          | Steward Lee                        | Matt Michnovetz, Dave Filoni & Brent Friedman | 28. februar 2020     |
| Rex, Anakin og de Hårde Hunde sporer det mystiske signal til Wat Tambors forskningsanlæg på planeten Skako Minor. Inde i anlægget, finder de Echo i live og som bruges som en levende computer af Tekno-Unionen. |             |                                                           |                                    |                                               |                      |
| 124 | 3           | "On the Wings of Keeradaks" "På keeradakkernes vinger"    | Bosco Ng                           | Brent Friedman & Matt Michnovetz              | 6. marts 2020        |
| Efter Rex, Anakin og de hårde hunde har befriet Echo fra Tekno-Unionen må de kæmpe sig vej ud af Skako Minors hovedstad Purkoll. |             |                                                           |                                    |                                               |                      |
| 125 | 4           | "Unfinished Business" "Brikkerne falder på plads"         | Brian Kalin O'Connell              | Matt Michnovetz & Brent Friedman              | 13. marts 2020       |
| Tilbage på Anaxes, anfører Obi-Wan Kenobi og Mace Windu et angreb mod Admiral Trenchs separatist-styrker. Anakin, Rex, De Hårde Hunde og Echo sniger sig ombord på Trenchs kommandoskib og får vendt kampen til deres fordel. Men Trench aktiverer nedtællingen af en bombe som kan ødelægge det meste af Anaxes. Anakin konfronterer Trench og får fat i koden til at desarmere bomben og dræber Trench bagefter. Efter slaget, giver Rex Echo tilladelse til at blive en del af De Hårde Hunde som han så gør. |             |                                                           |                                    |                                               |                      |
| 126 | 5           | "Gone with a Trace" "Nye veje"                            | Saul Ruiz & Kyle Dunlevy           | Dave Filoni & Charles Murray                  | 20. marts 2020       |
| Efter at have styrtet ned på en platform med sin speeder i de nedre niveauer på Coruscant, møder Ahsoka Tano Trace Martez, som tilbyder at hjælpe hende med sin speeder. Nogle bøller kommer og beder Trace om penge, fordi hendes søster Rafa Martez skylder dem. Trace og Ahsoka bekæmper dem og får dem jaget væk. Herefter hjælper Ahsoka Trace med nogle af Rafas droider, som viser sig at være voldelige. Ahsoka bruger hemmeligt Kraften til at hjælpe Trace med at deaktivere dem. |             |                                                           |                                    |                                               |                      |
| 127 | 6           | "Deal No Deal" "Ingen aftale"                             | Nathaniel Villanueva & Steward Lee | Dave Filoni & Charles Murray                  | 27. marts 2020       |
| Rafa tager imod en opgave om at fragte en krydderi-udskibning fra Kessel til Pyke-syndikatet på planeten Oba Diah og tager Trace og hendes hjembyggede skib Silver Angel med til opgaven. Da Ahsoka diskuterer med Rafa om, at Pykerne ikke kun vil have krydderiet, men også skibet vælger Trace at smide krydderiet overbord. Ahsoka forsøger at snyde Pykerne, til at tro at de er blevet snydt af Kessels Konge Yaruba, men hun, Trace og Rafa bliver fanget. |             |                                                           |                                    |                                               |                      |
| 128 | 7           | "Dangerous Debt" "En farlig gæld"                         | Saul Ruiz & Bosco Ng               | Dave Filoni & Charles Murray                  | 3. april 2020        |
| Ahsoka, Rafa og Trace forsøger at flygte fra Pyke-syndikatet. Martez-søstrene fortæller, at deres forældre ved et uheld blev dræbt af Jedier under Ziro the Hutts fangeflugt i S1:E22. Ahsoka bruger igen hemmeligt Kraften til at hjælpe dem i deres flugtforsøg, mens de bliver observeret af mandalorianske krigere. Ahsoka, Rafa og Trace ender til sidst med at blive fanget igen. |             |                                                           |                                    |                                               |                      |
| 129 | 8           | "Together Again" "Sammen igen"                            | Nathaniel Villanueva               | Dave Filoni & Charles Murray                  | 10. april 2020       |
| Ahsoka formår at indgå en aftale med Pykerne om at lade Martez-søstrene få lov at forlade Oba Diah så de kan skaffe krydderiet tilbage, mens hun bliver holdt som gidsel. Ahsoka undslipper fængslet og finder sprængstoffer som hun planter rundt i hele anlægget. Mens hun sniger sig rundt, overhører hun en samtale mellem Darth Maul og Pyke-lederen Marg Krim. I mellemtiden stjæler søstrene krydderi fra Pykerne og bringer det med tilbage til Oba Diah, hvor de erfarer, at Ahsoka er en Jedi. De flygter ved at sprænge anlægget i luften og kommer sikkert tilbage til Coruscant, efterfulgt af de tre mandalorianere. En af dem, Bo-Katan Kryze overtaler Ahsoka til assisterer hende med at befri Mandalore fra Mauls styre. |             |                                                           |                                    |                                               |                      |
| 130 | 9           | "Old Friends Not Forgotten" "Gammelt venskab ruster ikke" | Saul Ruiz                          | Dave Filoni                                   | 17. april 2020       |
| Ahsoka og Bo-Katan kontakter Anakin Skywalker og Obi-Wan Kenobi får at bede om assistance til at befri fange Darth Maul på Mandalore. Selvom Obi-Wan er betænkelig ved det, giver Anakin og 501. Legionen Ahsoka en varm velkomst, indtil de får at vide at General Grievous har angrebet Coruscant og kidnappet overkansler Palpatine. På Anakins forslag, tager Rex (som er blevet forfremmet til Kommandør) med Ahsoka og hjælper Bo-Katan med at indtage Mandalore, hvilket tvinger Maul og hans loyalister, under ledelse af Gar Saxon til at trække sig tilbage. Bo-Katan fanger Mandalores premierminister Almec, mens Ahsoka følger et spor, som leder hende ind i Mauls fælde. Note: Dette afsnit starter med det klassiske Lucasfilm logo. Star Wars intromusik til filmene af John Williams bliver spillet og seriens titel er rød i stedet for gul. I stedet for den filosofiske moral, er afsnittets titel (efterfulgt af "Part I") rødt |             |                                                           |                                    |                                               |                      |
| 131 | 10          | "The Phantom Apprentice" "Den usynlige lærling"           | Nathaniel Villanueva               | Dave Filoni                                   | 24. april 2020       |
| Ahsoka konfronterer Maul, som nævner "Darth Sidious" før han flygter. Ahsoka fortæller Obi-Wan det, og Obi-Wan fortæller dem, at Darth Sidious er Sith-fyrsten som står bag klonkrigen, og at Mauls tilfangetagelse kan hjælpe dem med at erfarer mere om Sidious. Almec, som sidder fanget, fortæller dem at Maul havde håbet på at lokke Anakin Skywalker. Men Almec bliver dræbt af Saxon før han kan fortælle dem mere. Mens Rexs og Bo-Katans styrker igen kæmper mod Mauls styrker, fortæller Maul Ahsoka, at Sidious iscenesatte klonkrigen for at ødelægge både Republikken og Jedierne, og beder hende om hjælp til at stoppe Sidious. Da hun forlanger at vide hvad hans hensigter er, fortæller Maul, at Sidious har planer om at gøre Anakin til sin lærling, og at han havde håbet på at lokke Anakin til Mandalore så han kunne dræbe ham. Dan hun nægter at tro på ham, kæmper de igen, og deres kamp fører dem op oven over Mandalores hovedstad Sundari. Ahsoka når at redde Maul fra at falde og han bliver taget til fange af de Republikanske og mandalorianske styrker. Note: Dette afsnit starter med det klassiske Lucasfilm logo. Seriens titel er rød i stedet for gul. I stedet for den filosofiske moral, er afsnittets titel (efterfulgt af "Part II") rødt. Der er ingen introfortælling. Afsnittet udspiller sig samtidigt med Star Wars Episode III: Sith-fyrsternes hævn. |             |                                                           |                                    |                                               |                      |
| 132 | 11          | "Shattered" "Splintret"                                   | Saul Ruiz                          | Dave Filoni                                   | 1. maj 2020          |
| Nu hvor Belejringen af Mandalore er ovre, gør Ahsoka og Rex klar til at eskorterer Maul til Coruscant. De deltager i et møde med Mace Windu, Yoda, Ki-Adi Mundi og Aayla Secura hvor de fortæller Ahsoka, at Obi-Wan har fundet Grievous på Utapau, hvilket indikerer, at krigen måske snart er slut. På vejen til Coruscant, fornemmer Ahsoka Anakins fald til den mørke side og Darth Sidious som slår Mace Windus ihjel. Umiddelbart efter, bliver Ordre 66 udstedet til Rex og klonsoldaterne. Ordren dikterer, at alle Jedier skal dræbes. Mens Ahsoka undslipper klonsoldaterne, får hun hjælp af astromek-droiderne R7-A7, RG-G1 og CH-33P til at få fjernet Rexs blokeringschip og får Rexs vilje tilbage til ham. Note: Dette afsnit starter med det klassiske Lucasfilm logo. Seriens titel er rød i stedet for gul. I stedet for den filosofiske moral, er afsnittets titel (efterfulgt af "Part III") rødt. Der er ingen introfortælling. Afsnittet udspiller sig samtidigt med Star Wars Episode III: Sith-fyrsternes hævn. Udover tv-seriens almindelige stemmeskuespillere, bruges de originale skuespillere, Silas Carson som Ki-Adi Mundi, Ian McDiarmid som Darth Sidious, Hayden Christensen som Anakin Skywalker og Samuel L. Jackson som Mace Windu via arkivlyd i den amerikanske dub.                                                                                              |             |                                                           |                                    |                                               |                      |
| 133 | 12          | "Victory and Death" "Sejr og død"                         | Nathaniel Villanueva               | Dave Filoni                                   | 4. maj 2020          |
| Mens Ahsoka og Rex forsøger at flygte fra krydseren, ødelægger Maul skibets hyperdrive, hvilket kaster skibet ud af hyperrum og mod en månes tyngdefelt. Ahsoka og Rex er tvunget til at kæmpe sig vej ud af det dødsdømte skib, men astromekdroider som hjalp Ahsoka bliver ødelagt, og Maul formår at flygte. Rex finder et Y-wing bombefly og redder Ahsoka. Efter det, lander de sikkert på månen, hvor krydseren styrtede ned, og begraver klonsoldaterne med respekt inden Ahsoka smider en af sine lyssværd fra sig. Nogle år senere i det Galaktiske Imperiums styre, finder Darth Vader Ahsokas lyssværd i skibsvraget og tager det med sig. Note: Dette afsnit starter med det klassiske Lucasfilm logo. Seriens titel er rød i stedet for gul. I stedet for den filosofiske moral, er afsnittets titel (efterfulgt af "Part IV") rødt. Der er ingen introfortælling. |             |                                                           |                                    |                                               |                      |

## Kronologisk rækkefølge
StarWars.com udgav den officielle kronologiske rækkefølge for alle afsnit i de seks første sæsoner den 17. maj, 2014. Rækkefølgen blev senere opdateret, da sjette sæson udkom på streamingtjenesten Disney+ den 21. februar, 2020. StarWars.com afslørede også, at fem afsnit udspiller sig før sæsonpremieren "De hårde hunde".